# Markus Manfred Jung

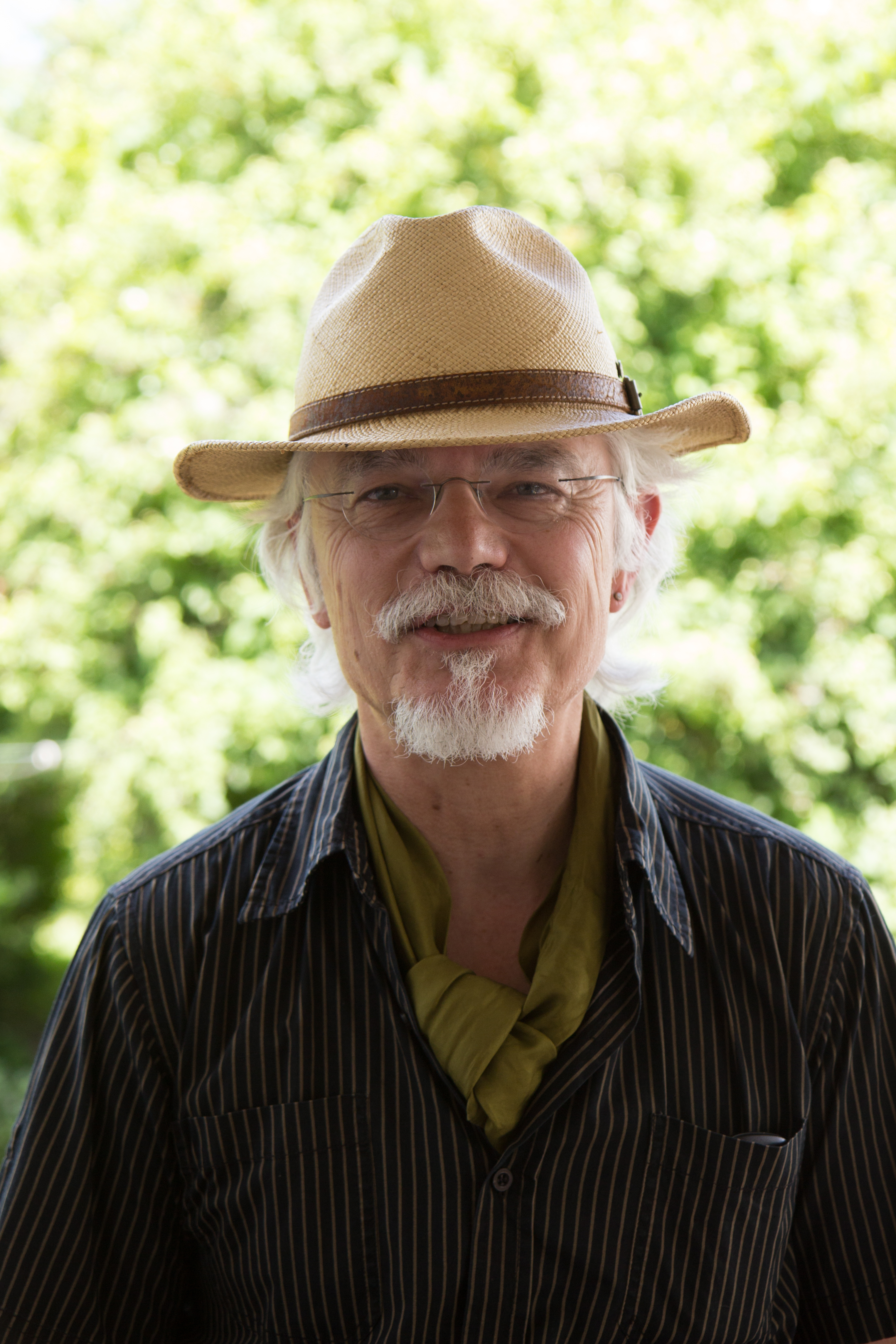
Markus Manfred Jung beim Hausacher Leselenz 2013

Markus Manfred Jung (* 5. Oktober 1954 in Zell im Wiesental) ist ein deutscher Dichter und Schriftsteller.

## Leben
Markus Manfred Jung wuchs in Lörrach und in Stetten bei Lörrach auf. Seine Mutter Klara Jung (geb. Wuchner) war Hausfrau, sein Vater Gerhard Jung arbeitete bei der Post und freiberuflich als Dichter und Schriftsteller. Markus Manfred Jung hat einen älteren Bruder und eine jüngere Schwester. 
Das Abitur absolvierte er 1974 am Hebel-Gymnasium Lörrach und studierte anschließend Skandinavistik, Germanistik, Philosophie und Sport in Freiburg im Breisgau und Oslo. Er unterrichtete als Lehrer, später als Studiendirektor und Abteilungsleiter (Deutsch, Sport, Spanisch, Latein) am Theodor-Heuss-Gymnasium in Schopfheim.
Markus Manfred Jung heiratete 1990 Marion Jung, geb. Frischmuth, die mit Yann Bertrand (1980) und Manuel Bertrand (1984) zwei Söhne mit in die Ehe brachte. Ende 2006 ließen sie sich scheiden. Aus dieser Ehe ging eine Tochter, Laura Sophia Jung (1992), hervor. Heute lebt er gemeinsam mit seiner Frau, der Malerin Bettina Bohn, in Hohenegg, Gemeinde Kleines Wiesental.

## Werdegang als Dichter
1976 trat Markus Manfred Jung zum ersten Mal offiziell als Dichter in Erscheinung. Er gewann mit seiner Erzählung „Chötzerig“ den 1. Preis beim Wettbewerb des Regierungspräsidiums Südbaden, Freiburg. 1986 erschien seine erste selbständige Veröffentlichung, der Gedichtband rägesuur, (edition Isele, Eggingen). In den darauf folgenden Jahren weitete sich sein Aktionsfeld merklich aus. 1987 gab er die Anthologie D Hailiecher - Alemannische Anthologie Junge Mundart, (Morstadt, Kehl), heraus, unter anderem auch mit eigenen Texten. 1989 gründete er zusammen mit dem Dichter Thomas Burth die „Internationale Mund-Art Literatur-Werkstatt Schopfheim“, die er 2009 zum 21. Mal leitete. Außerdem wurde sein zweiter Gedichtband halbwertsziit im Waldkircher Verlag, Waldkirch, herausgegeben. Im Herderverlag wurde 1992 ein Text-Bildband mit dem Titel Norwegen, Photograph: Erich Spiegelhalter, veröffentlicht, bei dem er für die Texte verantwortlich war. 1993 wurde der dritte Gedichtband von Markus Manfred Jung, hexenoodle, ebenfalls im Waldkircher Verlag, veröffentlicht. 1995 wurde am 14. Oktober das erste Theaterstück des Schriftstellers im Schopfheimer Gymnasium uraufgeführt. Die Regie des Stückes Erlkönig - Der König von Erl hatte Wolfgang Dreiser, damals ebenfalls Lehrer am Theodor-Heuss Gymnasium, übernommen, die Musik zur Revue wurde von Markus Götz komponiert. 1995 gründeten Wendelinus Wurth (Verleger), Markus Manfred Jung (Lektor) und Franz Handschuh (Grafiker) den Drey-Verlag in Gutach. Erste Veröffentlichung war M. M. Jungs alemannischer Erzähl- und Satirenband „E himmlischi Unterhaltig“.
1996 erschien die Anthologie weleweg selleweg, herausgegeben von Jung mit Wendelinus Wurth und Hanspeter Wieland, in der wiederum Werke des Dichters veröffentlicht wurden. Der Drey-Verlag brachte 1998 das Sachbuch 75 Jahre Leichtathletik-Bezirk Oberrhein 1923–1998 heraus, das von Markus Manfred Jung und Clemens Fabrizio verfasst worden war. Nur ein Jahr später hatte Rotteck-Ring, ein weiteres Theaterstück, am 9. Juli im Stadttheater Freiburg Premiere. Regie führte Udo Feger. 1999 wurde sein vierter Gedichtband, zämme läse, im Drey-Verlag herausgegeben. Am 8. Juli 2001, ziemlich genau zwei Jahre nach der Uraufführung von Rotteck-Ring, wurde im Klausenhof Herrischried unter der Regie von Günther Weber das Historiendrama Verena Enderlin uraufgeführt. Der zweite Erzählband mit Glossen und Satiren, „verruckt kommod“ erschien 2001 im Drey-Verlag-Gutach. 2002 wurde der zweisprachige Gedichtband (deutsch - rumänisch) „durch lange Schatten - prin Umbre lungi“ bei V-V Press, Cluj Napoca publiziert. Zudem wurde das bisher einzige Hörspiel von Markus Manfred Jung vom SWR Freiburg veröffentlicht: Hecker-Rotteck oder Revolution contra Evolution. 2003 folgte die Veröffentlichung einer weiteren Co-Produktion mit Clemens Fabrizio (u. Raimund Huber), das Sachbuch 80 Jahre Leichtathletik-Bezirk Oberrhein. 2004 erhielt er ein Übersetzungsstipendium vom Förderkreis dt. Schriftsteller in BW, sein zweiter zweisprachiger Gedichtband Parole come l'erba (alemannisch- italienisch) mit den Übertragungen von Giovanni Nadiani, wurde im Verlag Mobydick, Faenza, veröffentlicht und der Gedichtband am gääche rank, Drey-Verlag, Gutach, herausgegeben. Außerdem wurde am 10. Juli das Theaterstück Salpetererhans in Herrischried uraufgeführt.
2006 erschien die CD „Ikarus“, auf der Vertonungen des Komponisten Uli Führe von 22 Gedichten Jungs zu hören sind. 2008 erschien der sechste alemannische Gedichtband „verfranslet diini flügel“, Drey-Verlag, Gutach, illustriert von der Malerin Bettina Bohn, Jungs Lebensgefährtin. Am 20. Juli 2009 wurde in Herrischried auf der Freilichtbühne am Klausenhof Jungs drittes historisches Schauspiel „Mut der Verzweiflung - Erna Döbele“ uraufgeführt (Regie: Günther Weber), und 2009 erhielt Jung den „Hebeldank“ des Hebelbundes Lörrach.

## Werk
In alemannischem Dialekt
- rägesuur, Alemannische Gedichte, edition Isele, Eggingen 1986.
- halbwertsziit, Alemannische Gedichte, Waldkircher Verlag, Waldkirch 1989
- hexenoodle, Alemannische Gedichte, Waldkircher Verlag, Waldkirch 1993
- E himmlischi Unterhaltig, Alemannische Geschichten und Glossen, Drey-Verlag, Gutach 1995
- zämme läse, Alemannische Gedichte, Drey-Verlag, Gutach 1999
- verruckt kommod, Alemannische Geschichten und Glossen, Drey-Verlag, Gutach 2001
- am gääche rank, Alemannische Gedichte, Drey-Verlag, Gutach 2004
- verfranslet diini flügel, Alemannische Gedichte, Drey-Verlag, Gutach 2008
- gopaloni, Alemannische Geschichten und Gedichte (mit CD), Drey-Verlag, Gutach 2012
- Schluchten von Licht, Gedichte mit Bildern von Bettina Bohn, Drey-Verlag, Gutach 2015

Zweisprachige Bücher
- durch lange Schatten - prin Umbre lungi Gedichtband (deutsch – rumänisch). Ins Rumänische übertragen von Mircea Vaida-Voevod V-V Press, Cluj Napoca 2002
- Parole come l'erba (alemannisch - italienisch). Ins Italienische übertragen von Giovanni Nadiani, Verlag Mobydick, Faenza 2004

Anthologien (als Herausgeber)
- D Hailiecher - Alemannische Anthologie Junge Mundart, Morstadt Verlag, Kehl, 1987
- weleweg selleweg, Alemannische Anthologie (zus. mit Wendelinus Wurth und Hanspeter Wieland), Drey-Verlag, Gutach, 1996
- i mag di mog di mig di, Alemannische Liebesgedichte (zus. mit W. Wurth u. Hp. Wieland), Drey-Verlag, Gutach, 2009

Übersetzungen
- D Häslischuel, Edition Tintenfaß, Neckarsteinach, 2012
- De alemannischi Max un Moritz, Neckarsteinach, 2014

CDs
- Ikarus, www.fuehre.de, CD mit Vertonungen von 22 Gedichten von Jung durch den Liedermacher Uli Führe. 2006
- splitter spiegel sproch, drei CDs mit Gedichten aus sechs Gedichtbänden von Jung, mit verschiedenen Zwischenmusiken und Vertonungen von Uli Führe.

Hörspiele
- Hecker-Rotteck oder Revolution contra Evolution. Hörspiel. SWR Freiburg 2002

Sonstige Bücher
- Norwegen, Text-Bildband, Photograph: Erich Spiegelhalter, Text: Markus Manfred Jung, Verlag Herder, Freiburg, 1992
- 75 Jahre Leichtathletik-Bezirk Oberrhein 1923–1998, von Markus Manfred Jung und Clemens Fabrizio, Drey-Verlag, Gutach, 1998
- 80 Jahre Leichtathletik-Bezirk Oberrhein, zusammen mit Clemens Fabrizio und Raimund Huber, 2003

## Auszeichnungen
- 1981 Preis des Landes Baden-Württemberg
- 1985 1. Preis „Junge Mundart“
- 1989 Sonderpreis für die beste Mundartgeschichte beim Erzählwettbewerb Der Oberrheinische Rollwagen.
- 1993 Auszeichnung beim Mundartwettbewerb der „Nathan-Katz-Gesellschaft“, Elsass, Frankreich
- 1998 beim Wettbewerb Lyrikpreis von Meran Dr. Alfred Gruber-Preis (1. Förderpreis)
- 1999
  - Werkstipendium der Kulturdepartements Basel-Stadt und Basel-Landschaft,
  - Titel „Gedicht des Monats“ der Gesellschaft für zeitgenössische Lyrik, Leipzig,
  - 1. Preis beim Landeslyrikwettbewerb im Kreis Waldshut.
- 2001 Lucian-Blaga-Poesie Preis in Klausenburg/Cluj Napoca, Rumänien für die von Mircea Vaida-Voevod ins Rumänische übersetzten Gedichte und ein Arbeitsstipendium vom „Förderkreis deutscher Schriftsteller in Baden-Württemberg“.
- 2007 Uli Führe und M. M. Jung in Berlin „Jahrespreis der deutschen Schallplattenkritik“ in der Kategorie „Grenzgänge der Musik“
- 2009 Hebeldank, Hebel-Bund Lörrach
- 2013 Johann-Peter-Hebel-Plakette, Hausen im Wiesental
- 2022 Gerlinger Lyrikpreis[1]